# Gol Play
Gol Play va ser un canal de televisió espanyol en obert, propietat de Mediapro, que va emetre entre l'1 de juny de 2016 i el 17 de juny de 2025 a través d'una freqüència de TDT llogada a Veo Televisión.

## Història
Mediapro va operar anteriorment Gol Televisión, un canal de televisió per subscripció, entre el 19 de setembre de 2008 i el 30 de juny de 2015. Després del concurs de llicències de l'any 2015, Mediapro va aconseguir llogar una freqüència per a emetre a través de la TDT, i el 22 de març de 2016 va anunciar que recuperaria el nom de Gol T per al seu nou canal en obert.
Durant les setmanes prèvies a la presentació del canal, Mediapro va emetre un vídeo en bucle amb imatges de diversos esports i un text que indicava que pròximament, en aquesta freqüència, es podria gaudir d'un nou canal esportiu. Durant aquest període, la nit de l'11 al 12 d'abril de 2016, es va emetre en diferit el combat de boxa entre Pacquiao i Bradley III.
Finalment, l'1 de juny de 2016, van començar les emissions en proves del canal, ja amb el logo Gol (sense la «T»). Durant les emissions en proves, es van emetre diverses competicions en directe, les quals incloïen futbol, tennis, motor, esports extrems, etc.
El 29 de juny de 2016, l'operador gallec R va incorporar el senyal al dial 80 del seu servei de televisió. Així, va ser el primer operador a disposar del canal esportiu.
El 16 d'agost de 2016, l'operador Movistar Plus+ va incorporar el senyal al dial 62 del seu servei de televisió, tant en satèl·lit com IPTV i Fibra. Posteriorment, el 25 de novembre de 2016, va incorporar el senyal en alta definició del canal en el mateix dial, per als clients de fibra, no així per als clients de satèl·lit.
El 17 d'agost de 2016, l'operador Vodafone TV va incorporar el senyal SD al dial 99 del seu servei de televisió. El 3 de novembre de 2016, l'operador Vodafone TV va incorporar el senyal en HD 1080i al dial 99.
El 12 d'agost de 2022, el canal va passar a denominar-se Gol Play i, a banda d'esport, va començar a emetre sèries, cinema i entreteniment en la seva programació.
Inicialment, el canal tenia previst deixar d'emetre en TDT el 10 de juny de 2025, per a centrar-se exclusivament en operadors de pagament i en una programació esportiva. No obstant això, el cessament d'emissions es va posposar fins al 17 de juny de 2025. El dia 18 de juny de 2025, el canal va cessar les seves emissions en la TDT i va passar a emetre exclusivament en les plataformes de pagament amb el nom de Gol.

## Rostres
- Ricardo Rosety
- Gemma Soler
- Mateo Sánchez
- Joan Heredia
- Albert Fernández
- Dani Nistal

## Drets esportius
El canal ha emès les següents competicions:
- Copa Mundial Femenina de Futbol de 2019.
- Copa FIFA Confederacions 2017.
- Copa Mundial de Futbol Sub-17.[8]
- Copa Mundial de Futbol Sala 2020.
- Vetllades de boxa.
- Premier Pàdel P1 Madrid (Juliol de 2023).
- UFC (en diferit).
- El partit en obert de LaLiga Santander .
- 1 partit per jornada de la Primera Divisió Femenina d'Espanya.

A més, Mediapro va adquirir els drets per a la seva emissió a través d'aquest canal d'un partit en obert per jornada de LaLiga 2016-17, així com dels resums en obert de la resta de partits de LaLiga i dels de LaCopa. De la mateixa manera, va comptar amb els drets d'emissió en obert de 4 partits per jornada de LaLiga 1|2|3 2016-17 o Segona Divisió, encara que només tenia previst emetre'n 2 (i revendre els altres 2 a televisions autonòmiques). Cal ressenyar que Mediapro comptava així mateix amb el paquet que li permetia emetre en modalitat de pagament altres 8 partits per jornada de LaLiga 2016-17, que s'emeteren per un canal de nova creació denominat beIN LaLiga.

## Àudio
Quan Gol Play retransmet un partit de futbol, a més d'escoltar l'àudio de Gol Play, també es pot seleccionar l'àudio de diferents emissores de ràdio.
| Àudio | Idioma                  | Emissora                                          | Tipus      |
| ----- | ----------------------- | ------------------------------------------------- | ---------- |
| Vo 1  | Castellà                | Gol Play                                          | Nacional   |
| Vo 2  | Castellà                | SER COPE                                          | Nacional   |
| Vo 3  | Castellà                | SER COPE                                          | Nacional   |
| Vo 4  | Catalán Euskera Gallego | Catalunya Ràdio RAC1 Euskadi Irratia Radio Galega | Autonòmica |

## Imatge corporativa
El 2022, amb el canvi de Gol Play, va renovar la seva imatge corporativa al complet.

Logo de Gol entre 2016 i 2022.
Logo de Gol Play des de 2022.